# Lobo: L'ultimo czarniano
Lobo: L'ultimo czarniano (Lobo: The Last Czarnian) è una miniserie a fumetti di 4 numeri edita dalla DC Comics tra il novembre 1990 e il febbraio 1991, la prima avente come protagonista il cacciatore di taglie czarniano Lobo.

## Capitoli
Titoli originali
1. Portrait of a Psychopath
2. Lord of the Dance
3. Spell or Die
4. The Last Last Czarnian

Titoli italiani (ed. Play Press)
1. Ritratto di uno psicopatico
2. Il signore della danza
3. Sillaba o muori!
4. Assolutamente l'ultimo czarniano

Titoli italiani (ed. Planeta DeAgostini)
1. Ritratto di uno psicopatico
2. Il signore della danza
3. Spelling o morte!
4. L'ultimissimo czarniano

## Trama
Il mercenario czarniano Lobo è incaricato da Vril Dox, capo della forza di polizia della L.E.G.I.O.N. di cui fa parte, di scortare un prigioniero assicurandone l'incolumità fino a destinazione. Scopre poi che tale prigioniero è Miss Tribb, sua ex insegnante delle elementari e per motivi sconosciuti unica sopravvissuta del genocidio del pianeta Czarnia da lui stesso effettuato; inoltre, è l'autrice del libro La biografia non autorizzata di Lobo, cosa che lo rende ancora più furioso. Avendo però dato la sua parola, è costretto a mantenerla e portare a termine il suo lavoro.
Durante il viaggio si scontra con molti gruppi di persone che gli si parano innanzi, da camionisti pestati in un locale alla Legione del decoro, lasciando sempre dietro di sé violenza e distruzione.
Alla fine riesce a portare Miss Tribb a Vril Dox, ma la uccide subito dopo in quanto la richiesta era di portarla viva "fino alla consegna".

## Realizzazione
La storia era molto voluta da Giffen, creatore del personaggio nel 1983 su Omega Men n. 3, desideroso di realizzarla dopo il crescente successo di Lobo per le sue apparizioni con la L.E.G.I.O.N. e su altri albi DC fino a quel momento.
Fu la miniserie che per prima caratterizzò il personaggio e ne narrò le origini.

### L'autobiografia non autorizzata di Lobo
La storia a fumetti è inframezzata da alcune parti di testo, che rappresentano fittizi capitoli della biografia non autorizzata di Lobo scritta da Miss Tribb nella storia.
Il concetto dietro queste pagine, realizzate in particolare da Alan Grant, è simile a quello dei testi pubblicati nell'opera Watchmen, ovvero caratterizzare meglio il personaggio con approfondimenti: tra questi ci sono i colloqui psichiatrici di Lobo con il medico della L.E.G.I.O.N., le sue pagelle scolastiche, analisi sul suo rapporto con la musica heavy metal e altro.

## Storia editoriale
L'ultimo czarniano è uscita prima come miniserie di 4 numeri tra il novembre 1990 e il febbraio 1991 con il titolo semplicemente di Lobo. Successivamente è stata ristampata nel 1991 in un volume brossurato con il titolo Lobo: The Last Czarnian, nome che è diventato quello con cui è nota da sempre; nello stesso anno il volume fu contenuto anche nel cofanetto Lobo Splicase Package, insieme a Lobo's Greatest Hits e all'inedito The Wisdom of Lobo ("La saggezza di Lobo", composto da 64 pagine completamente bianche). Infine, nel 2008 la DC Comics ha pubblicato il volume Lobo: Portrait of a Bastich che raccoglieva questa miniserie e Lobo's Back.
La storia è stata poi pubblicata in diversi paesi.
- In Brasile e in Portogallo è stata pubblicata con il titolo O último czarniano dalla casa editrice Globo[9].
- In Finlandia la casa editrice Kustannus Oy Semic ha pubblicato la storia con il titolo Lobo: Viimeinen kzarnialainen sulla collana DC-spesiaali nel maggio 1995[10].
- In Germania la miniserie è stata oggetto di un'edizione della Norbert Hethke Verlag GmbH nel 1991 su Lobo: Der Letzte Zarnirner nn. 1-2[11] e di una della Panini Comics Deutschland nel 2005 su Lobo: Der Letzte Czarnianer[12].
- In Italia la miniserie è stata pubblicata per prima dalla Play Press Publishing sulle pagine della rivista American Heroes nn. 2-5 (dicembre 1991 - marzo 1992), seguita da una ristampa in un numero speciale spillato nel marzo 1994 dal titolo Lobo: L'ultimo czarniano. Nell'ottobre 2007 la Planeta DeAgostini ha pubblicato la storia su Universo DC: Lobo n. 1[13]. Nel 2013 la miniserie è stata ristampata in 4 numeri spillati dalla RW-Lion.
- In Polonia la storia è stata pubblicata con il titolo Lobo: Ostatni Czarnian dalla TM-Semic/Fun Media, prima nel 1992 su Wydanie Specjalne n. 10[14] e poi nel 2003 su Top Komiks n. 18[15].
- In Spagna è stato scelto il titolo El último czarniano dalla Norma Editorial per la pubblicazione su Lobo n. 12[16]; successivamente la Planeta DeAgostini ha ristampato la storia su Universo DC: Lobo n. 1 nel 2007[17].

## Accoglienza e riconoscimenti
La miniserie ha riscosso un ottimo successo di pubblico, tanto che il prezzo del primo numero è passato da 99 centesimi a 10 dollari in un solo anno.
Fu molto apprezzato in particolare il buon connubio tra i testi dissacranti di Giffen e Grant e i disegni sporchi di Bisley, oltre al suo carattere esageratamente violento. Da quel momento Lobo divenne molto richiesto dai lettori DC, apparendo in diversi albi (miniserie e speciali dedicati a lui ma anche come ospite su altre testate) fino alla creazione di una serie regolare tutta sua nel 1994.
L'ultimo czarniano ha vinto il Comics Buyer's Guide Fan Award nel 1990 per la migliore miniserie; in Spagna Lobo n. 4 delle Ediciones Zinco ha ricevuto una nomination al Premio Haxtur nel 1992 per la migliore copertina (originariamente copertina di Lobo: The Last Czarnian n. 4, di Simon Bisley).
Il volume di ristampa Lobo: Portrait of a Bastich si è piazzato al 24º posto tra i volumi più venduti del mese di marzo 2008, con una stima di circa 3000 copie vendute.